# Култура шпанских Јевреја на југословенском тлу
Култура шпанских Јевреја на југословенском тлу: XVI-XX век је стручна монофрафија који је написала Кринка Видаковић Петров, објављена 1986. године у издању  из Свјетлости из Сарајева. Године 1990. објављено је допуљено издање у истој издавачкој кући, а 2021. године у издању Народне књиге из Београда.

## О аутору
Кринка Видаковић Петров (Београд, 1949) српска је научница, професор, преводилац и дипломата. Бави се изучавањем упореднае књижевности и фолклором, балканологијом и србистиком, емигрантском културом, хиспанистиком и јудаистиком, књижевним преводима и холокаустом.

## О књизи
Књига Култура шпанских Јевреја на југословенском тлу: XVI-XX век је студија о култури шпанских Јевреја у Југославији настала и рађена у Институту за књижевност и уметност у Београду, а истовремено као докторска теза на Филозофском факултету у Загребу.
Велика јеврејска дијаспора се поделила на више јеврејских групација на тлу Европе након рушења другог храма у Јерусалиму и успостављања римске власти. Књига Култура шпанских Јевреја на југословенском тлу: XVI-XX век представља обимну студију о групи која се после прогона из Шпаније населила на Балканско полуострво. На детаљан начин нуди преглед организације културног живота Јевреја, значајне писце и њихова дела, сефардску народну поезију и фолклор.
Књига је подељена у два дела. Први део разматра културни живот, а други део народну поезију Јевреја.